# Филипп Баварский
Филипп Вильгельм Баварский (22 сентября 1576, Мюнхен — 18 мая 1598, Дахау, Баварский округ) — архиепископ Регенсбурга с 1595 года, кардинал с 1597 года.

## Биография
Сын Вильгельма V, герцога Баварии и его супруги Ренаты Лотарингской. Он изучал богословие и философию в Ингольштадтском университете вместе со своим младшим братом Фердинандом (позднее архиепископом Кёльна). Ему были присвоены почётные звания каноника Кёльна, Майнца, Зальцбурга и Трира, поскольку он уже стал князем-епископом Регенсбурга в возрасте трёх лет. Его отец надеялся, что избрание Филиппа епископом укрепит связь епархии с герцогством Бавария и защитит от протестантских сил в Регенсбурге.
До достижения совершеннолетия Филиппа представлял Фелициано Нингварда. В 1582 году он уступил свой пост чешскому барону Збинко Берке. В 1586 году Збинко и отец Филиппа поссорились, и поэтому в 1568 году Збинко передал администрирование епархии Якобу Миллеру. Филипп был возведён в кардиналы папой Климентом VIII в консистории 18 декабря 1596 года. Спустя всего два года он погиб упав с лошади и был похоронен в Фрауэнкирхе в Мюнхене (также ему посвящён бронзовый мемориал Регенсбургском соборе).